# Battaglia di Tessalonica
La battaglia di Tessalonica fu combattuta nell'estate o nell'autunno del 380 tra i Goti di Fritigerno e un esercito romano guidato da Teodosio I (379-395). Ricostituito dopo la disastrosa sconfitta di Adrianopoli, l'esercito romano subì un'ulteriore disfatta nei pressi di Tessalonica: Teodosio si ritirò all'interno della città lasciando il comando delle operazioni all'Imperatore d'Occidente, Graziano.

## Contesto storico
Nel gennaio del 379 Graziano, trovando troppo gravoso per un solo uomo il governo di tutto l'Impero, e, dovendo occuparsi della frontiera del Reno, minacciata dagli Alemanni, decise di associare al trono Teodosio, generale di origini ispaniche, affidandogli l'Impero d'Oriente e la conduzione della guerra contro i Goti, che stavano devastando i Balcani dopo aver inflitto all'esercito romano una grave disfatta nella battaglia di Adrianopoli del 9 agosto 378. Teodosio era il figlio del celebre generale distintosi durante il regno di Valentiniano I, il comes Teodosio: dopo che suo padre cadde in disgrazia presso la corte imperiale e fu giustiziato, anche la carriera del figlio subì un contraccolpo, e Teodosio fu costretto a ritirarsi a vita privata nella sua terra nativa, la Spagna. Sennonché, la grave minaccia dei Goti spinse Graziano a richiamare Teodosio dalla Spagna, nominandolo co-imperatore: l'incoronazione di Teodosio a Imperatore d'Oriente avvenne a Sirmio il 16 gennaio dell'anno 379, sotto il consolato di Ausonio e Olibrio. Avendo affidato a Teodosio la conduzione diretta della guerra contro i Goti ed essendo le diocesi di Dacia e Macedonia, fino a quel momento appartenute all'Impero d'Occidente, minacciate proprio dai Goti, Graziano decise di separare quelle due diocesi dalla prefettura d'Illirico (fino a quel momento interamente appartenente all'Occidente), aggregandole all'Impero d'Oriente.
Il nuovo imperatore era a Tessalonica, per arruolare e organizzare un nuovo esercito con cui affrontare i Goti, che intanto avevano occupato una gran parte della Tracia, mentre le guarnigioni delle città e delle fortezze non osavano scontrarsi in campo aperto con il nemico. Secondo Giordane, sotto l'energica conduzione del nuovo imperatore, "la disciplina militare fu presto ripristinata ad alto livello, e i Goti, percependo che la codardia e l'inazione dei precedenti principi era terminata, divennero timorosi, perché l'Imperatore era celebre per la sua acutezza e discrezione: con il comando fermo e la sua generosità e gentilezza incoraggiò un esercito ormai demoralizzato ad atti di coraggio, e quando i soldati [...] ottennero nuova confidenza, cercarono di attaccare i Goti e scacciarli dalle frontiere della Tracia". Il fatto che effettivamente Teodosio conferì nuovo coraggio e nuova linfa all'esercito romano ormai demoralizzato per la disfatta di Adrianopoli è confermato da un discorso del retore Temistio pronunciato nella primavera del 379, in cui presentò il nuovo Imperatore come "l'uomo che vincerà la guerra contro i Goti":
(Temistio, Orationes, 14.181b-c. Citato in Heather 2006, pp. 234-235)
Prima di tentare di affrontare di nuovo i Goti in un confronto in campo aperto, comunque, l'Imperatore tentò di logorare il nemico con azioni di guerriglia. Zosimo narra che, più o meno in quel periodo (intorno al 379), il generale romano di origini gotiche Modare collocò i suoi soldati sulla sommità di una collina, ignota ai barbari, e, apprendendo dai suoi esploratori che il nemico si trovava nei dintorni intento a consumare le provviste che avevano depredato, comandò ai suoi soldati di attaccarli di sorpresa mentre erano intenti a consumare i frutti dei loro saccheggi. L'impresa ebbe successo, e la battaglia si concluse con lo sterminio dei barbari, e con un miglioramento della situazione per i Romani in Tracia.
Teodosio, avendo la necessità di ricostituire in tempi brevi un esercito potente, emise una serie di leggi per a ordinare leve forzate di nuove reclute; il problema per Teodosio era che i grandi proprietari terrieri, che secondo la legge erano tenuti a fornire reclute all'esercito tra i loro contadini, opposero decisa resistenza ai decreti dell'Imperatore, in quanto non intendevano perdere manodopera; come se non bastasse, in molti casi gli stessi contadini erano poco propensi alla vita militare e vi furono addirittura casi di contadini che, pur di non essere reclutati, si tagliarono il pollice. Teodosio I, con una serie di decreti, tentò di rendere rigoroso il reclutamento: con una legge del gennaio del 380, escluse dal servizio militare servi, osti, locandieri, fornai, carcerati; il decreto era volto a combattere la diffusione della pratica, diffusa tra i latifondisti, di fornire all'esercito reclute in realtà poco idonee al combattimento per tenersi per sé quelle più idonee. Nel 381, per combattere il fenomeno dell'automutilazione, molto diffuso tra i contadini che intendevano evitare di svolgere il servizio militare, emanò un decreto che costringeva i rei di automutilazione a svolgere lo stesso il servizio militare. I decreti di Teodosio ebbero tuttavia efficacia limitata e d'altronde il reclutamento e l'addestramento delle nuove reclute avrebbe richiesto troppo tempo, mentre l'Imperatore aveva la necessità di ricostituire un esercito in grado di confrontarsi di nuovo con i Goti in breve tempo: Teodosio fu pertanto costretto, pur di colmare in breve tempo le perdite, a reclutare in grosse quantità nell'esercito romano mercenari barbari.
Avendo dunque constatato dello stato disastrato in cui si trovava l'esercito, Teodosio permise, a molti dei Barbari provenienti da oltre Danubio di entrare nell'esercito romano, e molti di essi entrarono nelle legioni. L'imperatore, dubitando della fedeltà di questi fuggitivi, così numerosi che eccedevano in numero gli altri soldati, stabilì per prudenza di collocare alcuni di loro tra le legioni a difesa dell'Egitto, e richiamò le legioni dell'Egitto nei Balcani. Zosimo narra che a Filadelfia, città della Lidia, uno dei soldati goti tentò di uccidere un mercante reo di avergli chiesto di pagare la merce, provocando la reazione dei soldati provenienti dall'Egitto che, dopo aver tentato di ricondurre i Goti all'ordine con la diplomazia, assaltarono i soldati goti, uccidendone più di duecento. I soldati goti erano capitanati da Ormisda, originario della Persia.
Quando gli Egiziani arrivarono in Macedonia, nessun ordine veniva osservato in campo, né qualsiasi distinzione tra romano e barbaro, venendo entrambi mischiati insieme promiscuamente. Fu permesso ai Barbari di fare ritorno nella propria nazione, e inviare altri al loro posto per servire nelle legioni.
Nel corso dell'inverno del 379/380, l'Imperatore Teodosio si ammalò gravemente a Tessalonica, facendo recuperare coraggio ai Goti. Dividendo l'esercito goto, Fritigerno e i Tervingi devastarono la Tessaglia, l'Epiro e l'Acaia, mentre Alateo e Safrax con il resto delle loro truppe (Grutungi) partirono per devastare la Pannonia. Secondo Heather, la divisione in due gruppi di Greutungi e Tervingi sarebbe dovuta "alla difficoltà di nutrire un gruppo così numeroso".
Quando Teodosio si ristabilì dalla malattia, decise di condurre il suo esercito in battaglia contro i Tervingi.

## Battaglia
I Goti, apprendendo lo stato di disordine in cui versava l'esercito romano, in quanto ne erano stati informati dai fuggitivi, ritenerono di poterne approfittare per continuare i saccheggi. Invasa pertanto la Macedonia, si resero conto che Teodosio I, con l'intero esercito, stesse marciando verso di loro per scontrarsi in battaglia, allorché scorsero a notte fonda grandi fuochi, che congetturarono servissero all'esercito romano per illuminare il loro accampamento. Avuta conferma dai soldati disertori, con tutta fretta assalirono il padiglione dell'Imperatore, guidati dall'ardore delle fiamme. I soli romani, uniti ai residui soldati barbari, tentarono di respingere l'attacco nemico, ma trovandosi in inferiorità numerica, non poterono far altro di impegnare il nemico in una battaglia perigliosa permettendo così all'Imperatore di fuggire. Alla fine dell'assalto, i soldati romani, dopo aver inflitto perdite non trascurabili al nemico, rimasero tutti uccisi.

## Conseguenze

### Reazioni immediate
I barbari, soddisfatti della vittoria, non provarono a lanciarsi all'inseguimento di coloro che erano fuggiti con l'Imperatore, ed, avendo sotto il loro potere la Macedonia e la Tessaglia, esposte ai loro saccheggi senza alcuna protezione, decisero di lasciare le città non danneggiate, sperando di ricevere tributi da esse. L'Imperatore, nel frattempo, rinforzò le fortezze e le città con le guarnigioni, e procedette a Costantinopoli, inviando lettere all'Imperatore d'Occidente Graziano per informarlo della recente disfatta e pregandolo di inviargli rinforzi. Nel frattempo, inviò in Macedonia e Tessaglia, esposte ai saccheggi nemici, degli esattori rapaci che fecero rimpiangere agli abitanti di queste province gli assalti dei barbari. Tale era lo stato della Macedonia e della Tessaglia, quando l'Imperatore entrò con grande fasto a Costantinopoli come se avesse ottenuto un grande trionfo invece che una disfatta.

### Impatto nella storia
In seguito a questa battaglia, i Romani decisero di non rischiare più uno scontro in campo aperto con i Goti, ma di combatterli con la guerriglia; inoltre, la sconfitta convinse Teodosio I che non era possibile vincere i Goti, ma era necessario firmare con essi una pace di compromesso. Se si presta credito a Giordane, uno storico del VI secolo non esente da molte sviste grossolane, anche l'Imperatore Graziano, che governava in Occidente insieme a Valentiniano II, si convinse della necessità di firmare una pace di compromesso: e così, quando i Greutungi invasero la Pannonia, Graziano, per attestato di Giordane, "invece di riporre fiducia nelle armi, cercò di conquistarli con la gentilezza e con i doni: in questo modo entrò in tregua con essi, stringendo una pace, e fornendo loro provviste". Diversi storici ritengono che Graziano avrebbe permesso con questo trattato, firmato nel 380, ai Goti Grutungi di occupare in qualità di foederati dell'Impero la Pannonia, ma altri storici, come Heather, non concordano con questa interpretazione degli avvenimenti. Secondo Giordane, questo presunto trattato, che avrebbe stabilito lo stanziamento dei Grutungi in Pannonia in qualità di Foederati di Roma, sarebbe stato approvato dallo stesso Teodosio, quando si riprese dalla malattia e ne fu informato.
Anche Teodosio tentò di firmare con i Goti un trattato di compromesso. Quando Atanarico, re dei Goti Tervingi che erano rimasti a nord del Danubio, fu scacciato dai suoi territori dalla sua stessa gente, fu accolto, insieme ai pochi seguaci rimasti, presso Teodosio, che si era appena ripreso da una grave malattia. Secondo la cronaca Consularia Constantinopolitana, ciò avvenne tre giorni prima delle idi di gennaio dell'anno 381, cioè l'11 gennaio. Teodosio gli diede una calorosa accoglienza, trattandolo con grande rispetto, fino al decesso del comandante goto, avvenuta poco tempo dopo (25 gennaio dello stesso anno). Narra Zosimo, i seguaci di Atanarico, grati per l'Imperatore, mantennero da allora una continua sorveglianza sulle rive del Danubio, per fermare ogni incursione di altri barbari contro l'Impero romano.
La pace con i Goti di Atanarico, avvenuta nel gennaio del 381, comunque, non pose fine del tutto alla guerra: altri gruppi di Goti continuarono a saccheggiare le terre dell'Impero, e fu necessario un altro anno di guerra per porvi fine. Zosimo narra che Graziano inviò nei Balcani dei rinforzi sotto il comando dei Franchi Bautone e Arbogaste. Quando i rinforzi dall'Impero d'Occidente giunsero in Macedonia e Tessaglia, i Goti, intenti nei saccheggi, ricevuta la notizia dell'arrivo dei rinforzi romani, decisero prudentemente di ritirarsi in Tracia, che avevano già in precedenza saccheggiato. Vista l'impossibilità di scacciare del tutto i Goti dal suolo imperiale, Teodosio fu costretto a negoziare con i Goti rimanenti una nuova pace di compromesso. Il 3 ottobre 382 fu firmata la pace con l'Impero.
Il 3 ottobre 382 fu firmata la pace tra Impero e Goti. Tervingi e Grutungi divennero Foederati dell'Impero, e ottennero terre in Mesia e Scizia Inferiori, e forse anche in Macedonia; fu loro permesso di stabilirsi all'interno dell'Impero, e di mantenere la loro coesione tribale: in cambio i Goti avrebbero dovuto fornire contingenti alleati all'esercito romano. Temistio, retore di Costantinopoli, in un discorso pronunciato nel gennaio 383 al senato bizantino, cercò di raffigurare come "vittoria romana" il trattato di pace (foedus) tra l'Impero e i Goti, nonostante ai Goti fossero state concesse condizioni favorevoli senza precedenti. In tale discorso, Temistio argomentò che Teodosio, mostrando come virtù il perdono, invece di vendicarsi dei Goti sterminandoli in battaglia, decise invece di stringere un'alleanza con essi, ripopolando così la Tracia, devastata dalla guerra, di contadini goti al servizio dell'Impero; Temistio concluse il discorso rammentando come i Galati fossero stati assimilati, con il passare dei secoli, dalla cultura greco-romana ed esprimendo la convinzione che sarebbe accaduto lo stesso con i Goti.
Gli avvenimenti successivi diedero torto a Temistio.

## Fonti
L'unica fonte della battaglia è costituita dalla Storia Nuova dello storico pagano Zosimo. A causa della tendenza da parte di Zosimo, e della sua fonte, Eunapio, di manipolare fatti storici per gettare discredito sugli imperatori cristiani, come Costantino I e Teodosio I, in passato, diversi studiosi ritenevano che questa sconfitta subita da Teodosio in Macedonia nel 380 fosse un'invenzione di Zosimo, o di Eunapio (fonte di Zosimo), entrambi pagani e ostili nei confronti degli imperatori cristiani. Portavano a loro supporto il fatto che tutte le altre fonti parlavano alquanto vagamente di vittorie di Teodosio sui Goti:
(Marcellino, Cronaca, s.a. 380.)
(Filostorgio, Storia Ecclesiastica, IX,19.)
(Orosio, Storia contro i Pagani, VII,34.)
(Sozomeno, Storia Ecclesiastica, VII,4.)
La storiografia moderna, invece, non mette in dubbio la storicità della sconfitta di Teodosio in questa battaglia, e l'attribuisce allo stato disastrato dell'esercito romano in seguito alla disfatta di Adrianopoli.